# Циндао (футбольный клуб)
Футбольный клуб «Циндао» (кит. 青岛足球俱乐部), бывший «Циндао Хуанхай» (кит. 青岛海牛) — бывший китайский футбольный клуб из города Циндао (провинция Шаньдун), в настоящее время выступает в Суперлиге Китая по футболу . Выступает на стадионе Ичжун.

## История
«Циндао Хайню» был основан 29 января 2013 года бывшими игроками и тренерами, представляющим провинцию Шаньдун. В их числе президент клуба Ци Ушэн, директор тренерского штаба Хао Хайдун и тренер Су Маочжэнь. Название команды «Хайню» (海牛) частично пересекалось с названием другого клуба из Шаньдуна «Циндао Чжуннэн», который в 1994-2004 годах использовал это название и был ведущим клубом Китая.
В конце апреля 2013 года Хао Хайдун прекратил сотрудничество с клубом.
В сезоне 2019 команда заняла первое место в Первой лиге Китая и получила прямую путёвку в Суперлигу. Начала своё выступление с сезона 2020.

## Результаты
| Сезон    | 2013 | 2014 |
| -------- | ---- | ---- |
| Дивизион | 3    | 2    |
| Место    | 1    |      |